# 閻相師

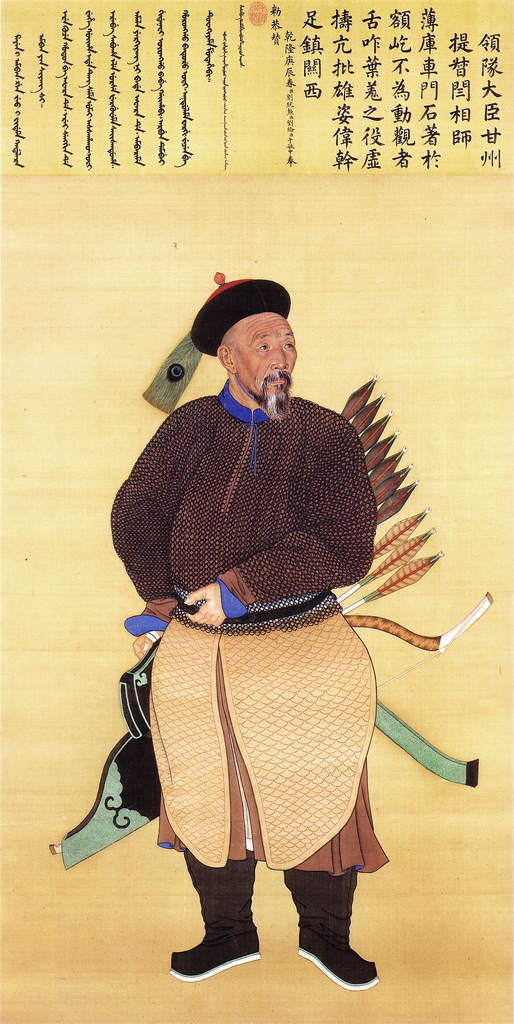
領隊大臣、甘州提督閆相師

閻相師（1691年—1762年），字渭陽，甘肅高臺人。雍正七年（1729年），由行伍拔把總，效力西路軍營，升千總。乾隆七年（1742年），遷提標左營守備。九年，遷大同協都司。十年，調安西城守營。十二年，遷涼州鎮標中軍遊擊。安西提督李繩武，以閻相師久在口外，熟悉夷情，奏留本任，遇缺候補。十四年，補安西提標前營。十七年，署瓜州營參將。
乾隆二十一年十二月，巴里坤辦事大臣雅爾哈善謀誅厄魯特降人沙克都爾曼濟。下大雪時，閻相師領兵五百人，假稱迷路，借宿於沙克都爾曼濟軍營之中。當夜襲殺沙克都爾曼濟，殲其部眾四千餘人。不久，偕副將丑達領兵千人赴魯克察克會同額敏和卓驅逐回酋莽阿里克。二十二年二月，錄功，遷金塔寺營副將。五月，管理吐魯番屯田。二十三年正月，擢甘肅肅州鎮總兵，三月，賜花翎。領綠旗兵隨靖逆將軍雅爾哈善等剿回酋霍集占，授領隊大臣。五月，圍庫車城，力戰受傷。九月，清軍攻克阿克蘇，留閻相師駐守。二十四年三月，授安西提督。閏六月，駐防喀什噶爾。九月，調甘肅提督，移駐庫車。因大軍凱旋入京覲見，賞銀幣，圖形紫光閣。二十七年（1762年），因病解任調理，予食全俸。不久病逝，贈太子太保，諡桓肅。

## 閻相師墓及碑樓
閻相師墓及碑樓位於高台正義峽，保存至今。

## 延伸阅读
[在维基数据编辑]
 《清史稿·卷316》，出自趙爾巽《清史稿》